# Wapelfeld
Wapelfeld là một đô thị thuộc quận Rendsburg-Eckernförde, bang Schleswig-Holstein.